# فورمات البوتاسيوم
فورمات البوتاسيوم هو مركب كيميائي صيغته HCO2K، وهو ملح البوتاسيوم لحمض الفورميك.

## التحضير
يحضر فورمات البوتاسيوم من تفاعل تشكل الملح الحاصل من تفاعل تعديل حمض الفورميك بالبوتاس الكاوي:
{\displaystyle \mathrm {KOH+HCOOH\longrightarrow K(HCOO)+H_{2}O} }
كما يمكن أن تتم عملية التحضير انطلاقاً من كربونات البوتاسيوم.
{\displaystyle \mathrm {K_{2}CO_{3}+2\ HCOOH\longrightarrow 2\ K(HCOO)+CO_{2}+H_{2}O} }
ينتج المركب على صعيد صناعي أثناء الاستحصال التجاري لفلز البوتاسيوم.

## الخواص
يوجد المركب في الشروط القياسية على شكل بلورات صلبة عديمة اللون، ذات انحلالية جيدة في الماء، كما ينحل أيضاً في الكحول، لكنه لا ينحل في الإيثر.
لمحلول 60% من فورمات البوتاسيوم نقطة تجمد تصل إلى −60 °س.

## الاستخدامات
جرى التفكير باستخدام فورمات البوتاسيوم ملحاً لإزالة الجليد عن الطرقات.